# Holstein (станция метро)
Holstein — станция метрополитена Осло, расположена в жилом массиве Nordberg. Недалеко от станции находятся детский сад и дом престарелых.
Как и многие станции этой линии, станция имеет 2 береговых бетонных платформы, на которых установлены один или два деревянных навеса, а по задней стороне платформы — стальные мачты освещения.
Время проезда от данной станции до станции «Stortinget» составляет 13 минут.

## История
Трамвайная линия от остановки «Majorstuen» (в центре города) до «Sognsvann» на севере была открыта 10 октября 1934 года. Часть линии между станциями «Majorstuen» и «Korsvoll» (ныне «Østhorn») изначально была двухпутной, а от станции «Korsvoll» до «Sognsvann» — однопутной. 21 февраля 1939 года этот участок был улучшен до двухпутного, а станция «Korsvoll» переименована в «Østhorn». Данная станция была открыта двумя годами позже (и тогда была остановкой трамвая) — во время Второй мировой войны, однако точная дата её открытия до сих пор не установлена.
До изменения маршрутов 3 апреля 2016 года станция входила в состав линии 4/6. В 1990-х годах все станции этой линии (маршрута) были перестроены: их платформы были увеличены как в длину (для возможности приёма четырёхвагонных составов вместо ранее использовавшихся двухвагонных), так и в высоту, а между колеями путей был проложен контактный рельс. Пути станций, изначально предназначенные для легкорельсового транспорта, были перепрофилированы для возможности принятия поездов метрополитена.
С 3 апреля 2016 года станция входит в состав линии (маршрута) №5 метрополитена Осло.
До 1992 года между этой станцией и следующей за ней «Østhorn» находилась станция Nordberg, открытая, как и большинство станций (тогда — остановок трамвая) этой линии, 10 октября 1934 года. Рядом с этой станцией пути пересекала уходящая вниз по склону просёлочная дорога, и на этом перекрёстке за время существования станции произошло несколько несчастных случаев. Поэтому, при перепрофилировании трамвайной линии в линию метрополитена 5 мая 1992 года станция Nordberg была закрыта, а на её месте под полотном дороги был построен подземный пешеходный переход. В то же время подземный переход был построен и на станции «Holstein».

## Происхождение названия
Профессор истории Halfdan Olaus Christophersen в 1952 году утверждал, что название станции произошло от названия исторической области в Германии — Гольштейна. В 2001 году журналист Arvid Sagen в газете «Aftenposten» высказал мнение, что название станции обязано своим происхождением норвежским словам «hole», обозначающему круглый холм, и «stein», обозначающему камень.